# Afşin
Pour les articles homonymes, voir Afchin.
Afşin est une ville et un district de la province de Kahramanmaraş dans la région méditerranéenne en Turquie.